# Neutrinooscillation
Neutrinooscillationer är ett fenomen i partikelfysiken som innebär att neutriner, som kan skapas och detekteras i tre väl definierade skilda slag (aromer), kan ändra karaktär på väg från källa till detektor. 
Neutrinooscillationer kan endast inträffa om elektron-, myon- och tauneutriner har olika massa, vilket innebär att de inte alla kan vara masslösa. I partikelfysikens standardmodell är neutrinerna exakt masslösa. Observationer av neutrinooscillationer är därför ett tecken på ny fysik bortom standardmodellen. 

## Observationer
Betydande belägg för neutrinooscillationer har insamlats från ett flertal källor, över ett vitt spann neutrinoenergier och med skilda detektortekniker.

### Oscillerande neutriner från solen
Det första experimentet som lade märke till effekterna av neutrinooscillationer var Homestake Experiment lett av Raymond Davis. Där observerade man ett underskott i flödet av solneutriner med hjälp av en detektor fylld med 600 ton perkloretylen. Detta gav upphov till det så kallade solneutrinoproblemet. Flera följande radiokemiska och vattenbaserade Tjerenkovdetektorer bekräftade underskottet, men neutrinooscillationer hade ännu inte definitivt identifierats som underskottets orsak. Detta skedde först med att SNO visade upp klara belägg på neutrinoarombyten.
Solneutriner har energier under 20 MeV och färdas en astronomisk enhet mellan källa och detektor. Vid energier över 5 MeV, äger solneutrinooscillationerna rum inuti solen genom en resonans känd som Mikheyev–Smirnov–Wolfenstein-effekten, en process som skiljer sig från oscillationerna i vakuum.

### Atmosfäriska neutrinooscillationer
Stora detektorer som IMB, MACRO och Kamiokande II registrerade en underskott i kvoten mellan flödet av myon- och elektronarom hos atmosfäriska neutriner. Super Kamiokande experimentet uppvisade en mycket hög precision vid mätning av neutrinooscillationer inom ett energiområde från några hundra MeV till ett fåtal TeV med jordradien som baslinjelängd.

### Oscillerande neutriner från kärnreaktorer
Många experiment har letat efter oscillationer hos elektron-antineutriner som producerats i kärnreaktorer. Mycket noggranna iakttagelser av oscillationer hos neutriner från reaktor har skett med KamLANDexperimentet. Neutriner producerade i kärneaktorer har energier i samma intervall som solneutriner, ett fåtal MeV. Dessa experiment sträckte sig från tiotals meter till över 100 km baslinjelängd.

### Oscillationer i neutrinostrålar
Neutrinostrålar från en partikelaccelerator erbjuder den bästa kontrollen på de neutriner som studeras. Många experiment har genomförts med neutriner av några få GeV energi och flera hundra km baslinjelängd för att undersöka samma sorts förändringar, som uppträder vid atmosfäriska neutrinooscillationer. 
I samband med bygget av en tunnel i Gran Sasso i Italien sprängdes också ut plats för ett forskningslab för partikelfysik, Laboratori Nazionali del Gran Sasso. Prover hade visat att stället var nästan fritt från störande yttre strålning och därför lämpligt för experiment bland annat med riktade knippen av neutrinos från CERN på 730 km avstånd för att studera neutrinooscillationer. Den sista maj 2010 annonserade dessa att man hade observerat en tau-lepton i en stråle av muon neutriner i OPERA-detektorn vid Gran Sasso-laboratoriet.
När forskare vid Fermilab i USA undersökte tre års frukter av "MiniBooNE" data, upptäckte de mer oscillationer än vad som vore möjligt, om det bara fanns tre aromer. Det kan förklaras med ytterligare ett steg från standardmodellen, den så kallade gungbrädemekanismen, som ger ytterligare en arom: Denna är "steril", vilket betyder att den inte interagerar med den svaga kärnkraften, utan endast via gravitationen, vilket gör den verkligt svår att upptäcka. Den ”sterila neutrinon” är dessutom extremt massiv >{\displaystyle 10^{5}} GeV, och skulle därför kunna hjälpa till att förklara mörk materia.

### Resultatsammandrag
Försöken visade ett underskott på solneutriner, vilket finns samlat av Giunti & Kim (2007). Energitröskeln visar att den delen av neutrinoexperimentens energispektrum är känslig. Kvoten {\displaystyle {\frac {R^{esp}}{R_{\mathrm {bf} }^{\mathrm {BP04} }}}} är förhållandet mellandet det flöde av neutriner som mätts och det som beräknats teoretiskt.
{\displaystyle \alpha =e,\mu ,\tau }
| Experiment | År                  | Reaktion                                                                    | Energitröskel (MeV) | {\displaystyle {\frac {R^{esp}}{R_{\mathrm {bf} }^{\mathrm {BP04} }}}} |
| ---------- | ------------------- | --------------------------------------------------------------------------- | ------------------- | ---------------------------------------------------------------------- |
| GALLEX/GNO | 1991–1996/1998–2003 | {\displaystyle \nu _{e}+{}^{71}\mathrm {Ga} \to {}^{71}\mathrm {Ge} +e^{-}} | 0,233               | 0,529 ± 0,042                                                          |
| SAGE       | 1990–2006           | {\displaystyle \nu _{e}+{}^{71}\mathrm {Ga} \to {}^{71}\mathrm {Ge} +e^{-}} | 0,233               | 0,540 ± 0,04                                                           |
| Homestake  | 1970–1995           | {\displaystyle \nu _{e}+{}^{37}\mathrm {Cl} \to {}^{37}\mathrm {Ar} +e^{-}} | 0,814               | 0,301 ± 0,027                                                          |
| Kamiokande | –1995               | {\displaystyle \nu _{\alpha }+e^{-}\to \nu _{\alpha }+e^{-}}                | 6,7                 | 0.484 ± 0,066                                                          |
| SK         | 1996–2001           | {\displaystyle \nu _{\alpha }+e^{-}\to \nu _{\alpha }+e^{-}}                | 4,7                 | 0,406 ± 0,014                                                          |
| SNO - D2O  | 1999–2001           | {\displaystyle \nu _{\alpha }+d\to p+p+e^{-}}                               | 6,9                 | 0,304 ± 0,019                                                          |
| SNO - D2O  | 1999–2001           | {\displaystyle \nu _{\alpha }+d\to p+n+\nu _{\alpha }}                      | 2,224               | 0,879 ± 0,111                                                          |
| SNO - D2O  | 1999–2001           | {\displaystyle \nu _{\alpha }+e^{-}\to \nu _{\alpha }+e^{-}}                | 5,7                 | 0,413 ± 0,047                                                          |
| SNO - NaCl | 2001–2003           | {\displaystyle \nu _{e}+d\to p+p+e^{-}}                                     | 6,9                 | 0,29 ± 0,017                                                           |
| SNO - NaCl | 2001–2003           | {\displaystyle \nu _{\alpha }+d\to p+n+\nu _{\alpha }}                      | 2,224               | 0,853 ± 0,075                                                          |
| SNO - NaCl | 2001–2003           | {\displaystyle \nu _{\alpha }+e^{-}\to \nu _{\alpha }+e^{-}}                | 5,7                 | 0,406 ± 0,046                                                          |

## Teoretiska överväganden
Uppslaget om neutriners aromoscillationer lades fram 1957 av Bruno Pontecorvo med en kvantitativ modell tio år senare. 
Sol och atmosfäriska neutrinoexperiment visade att neutrinooscillationer beror på en ojämn kamp mellan arom- och massegentillstånd hos neutrinerna. Det är därför inte meningsfullt att ange annat än en övre gräns för deras respektive massor. En mätning kan ge vilket som av tre värden. Sambandet mellan dessa egenvärden, den leptoniska blandningen, ges generellt för tre (eller flera) neutriner av den så kallade Maki-Nakagawa-Sakata matrisen (MNS-matris). Övergångssannolikheterna för neutrinooscillationer med tre aromer är komplicerade uttryck.
Formalismen kan dock enklare belysas à la Pontecorvo med utgångspunkt från endast två egentillstånd. Övergångssannolikheten för neutrinooscillationer med två aromer kan då skrivas
{\displaystyle P(\nu _{e}\rightarrow \nu _{\mu })=\sin ^{2}\left({\frac {\Delta (m^{2})L}{4E_{\nu }}}\right)\cdot \sin ^{2}\left(2\Theta _{m}\right)}
där {\displaystyle \Delta m^{2}} är masskvadratdifferensen, {\displaystyle L} är baslinjelängden, {\displaystyle E_{\nu }} är neutrinoenergin och {\displaystyle \Theta _{m}} är blandningsvinkeln.
Blandningsvinklarna och neutrinernas masskvadratdifferenser är fundamentala parametrar i neutrinooscillationsexperiment.